# 黑尾蜡嘴雀
黑尾蜡嘴雀（学名：Eophona migratoria）又名蜡嘴、小桑嘴、皂儿（雄鳥）、灰儿（雌鳥）、小桑鸤、小黃嘴雀，为燕雀科黃嘴雀屬下的一个种。

## 生态环境
黑尾蜡嘴雀性喜结群活动，他们常与同属近似种黑头蜡嘴雀混群活动于平原或浅山缓坡的高大乔木间。他常结成数十乃至上百只的大群在树枝间移动，在城市公园的高大乔木间和行道树上常可以看到本物种活动。

## 分布地域
黑尾蜡嘴雀分布于亚洲东部地区，见于俄罗斯远东地区的黑龙江流域、朝鲜半岛、日本、印度支那半岛北部也有本物种分布；在中国，本物种主要分布在东部，东北、华北各省均可见，长江流域中下游各省区东南沿海各省直到华南沿海均有本物种，其分布西限可达中国西南部的云贵川等省区，另外，黑尾蜡嘴雀在台湾岛内可见为冬候鸟，而在海南岛则无本物种分布。

## 特征
黑尾蜡嘴雀体形中等大小，体长约在19厘米左右。本物种雄雌异形异色，
雄性头部、颊部、颌部、头顶为饱满的黑色；自枕部开始，体羽颜色变为褐灰色；自枕部开始向上背和肩部方向羽色逐渐加深，在背部，羽色过渡为比较深的褐色；从腰部开始，羽色又转趋灰色，尾上覆羽的颜色则为灰色；尾羽为纯正的黑色，两枚中央尾羽和最外侧的两枚尾羽在黑色中带有闪亮的光泽；双翅的小覆羽为与上背相同的灰褐色；中覆羽、大覆羽和飞羽则为紫黑色并具有宽阔的白色端斑；下体自喉部以后均为浅浅的灰褐色，两胁沾栗褐色；下腹部和尾下覆羽白色 虹膜为褐色；喙为粗壮的圆锥形呈蜡黄色，有些个体端部黑色；足粉褐色。雌性头部没有雄性那样的黑色头罩，整个头部和上体颜色均一变化平缓，头顶、眼先、颊部均为灰褐色；颈侧、喉部、耳羽则为灰色；肩部背部沾黄褐色；腰部和尾上覆羽近灰色；中央四枚尾羽灰褐色；外侧尾羽黑褐色；飞羽和翅上覆羽均为黑褐色，端部白色；下体为淡淡的灰褐色，胁部羽毛与雄性相同亦沾栗褐色，但不如雄鸟那般鲜艳；尾下覆羽污白色；喙与雄鸟相同，为粗壮的圆锥形，蜡黄色。

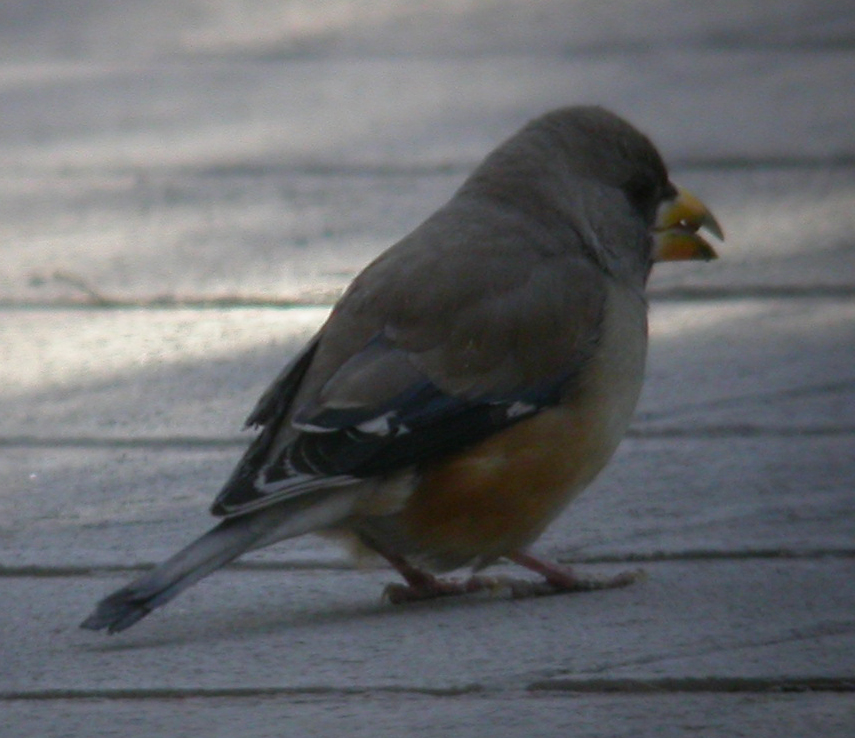
黑尾蜡嘴雀雌鸟
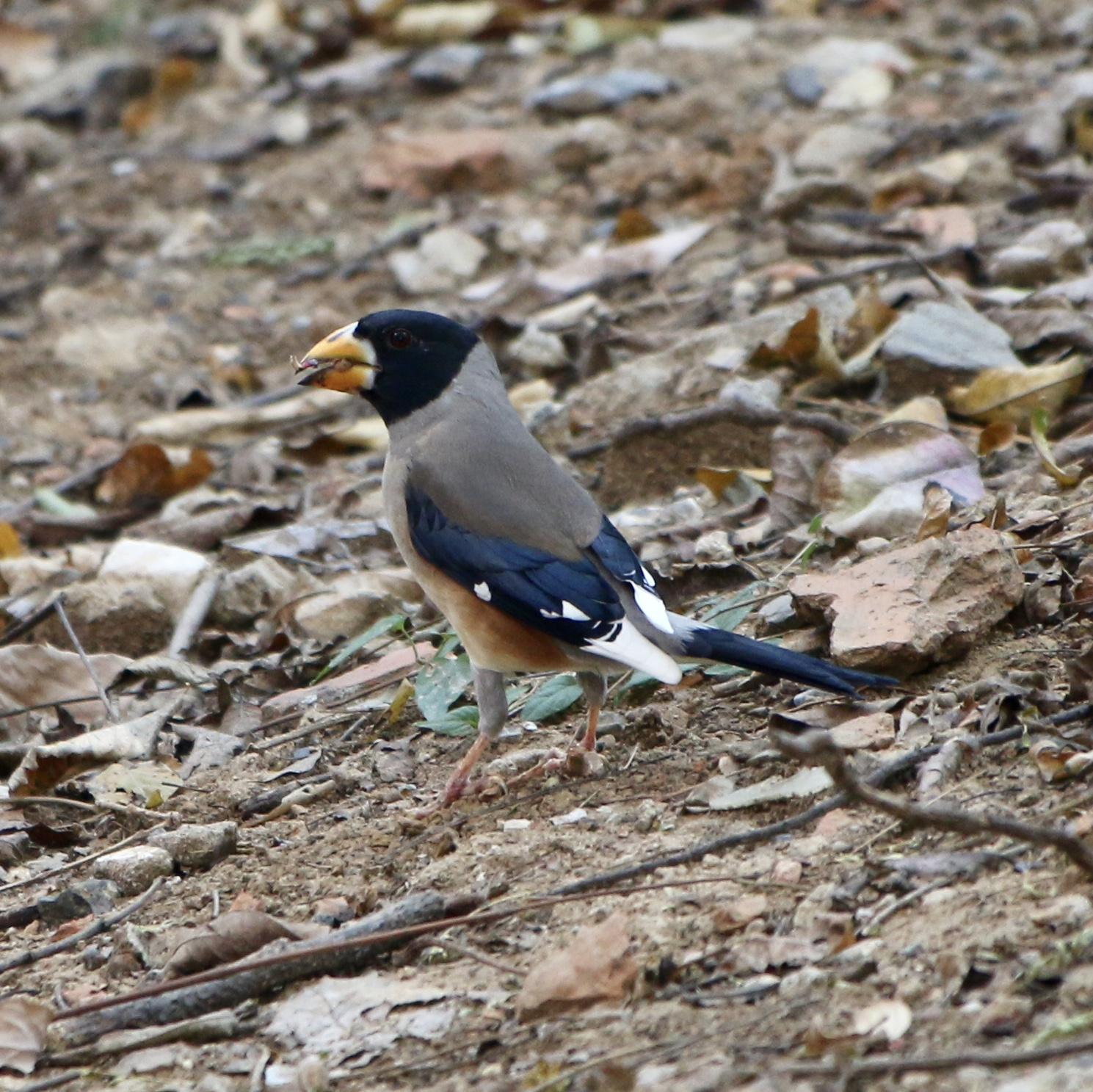
黑尾蜡嘴雀雄鸟

## 食物
黑尾蜡嘴雀粗壮的喙具有典型的雀科鸟类特征，非常适合咬碎果壳取食种子，因而本物种系典型的植食性鸟类，他们主要取食各种植物的种子和果实，包括蔷薇科植物的种子、豆芽、槐树种子、高梁、葵花籽等，与其他鸟类一样，在繁殖季节他们也会取食一些昆虫来补充营养，包括鞘翅目、膜翅目、鳞翅目昆虫。

## 繁殖与保护

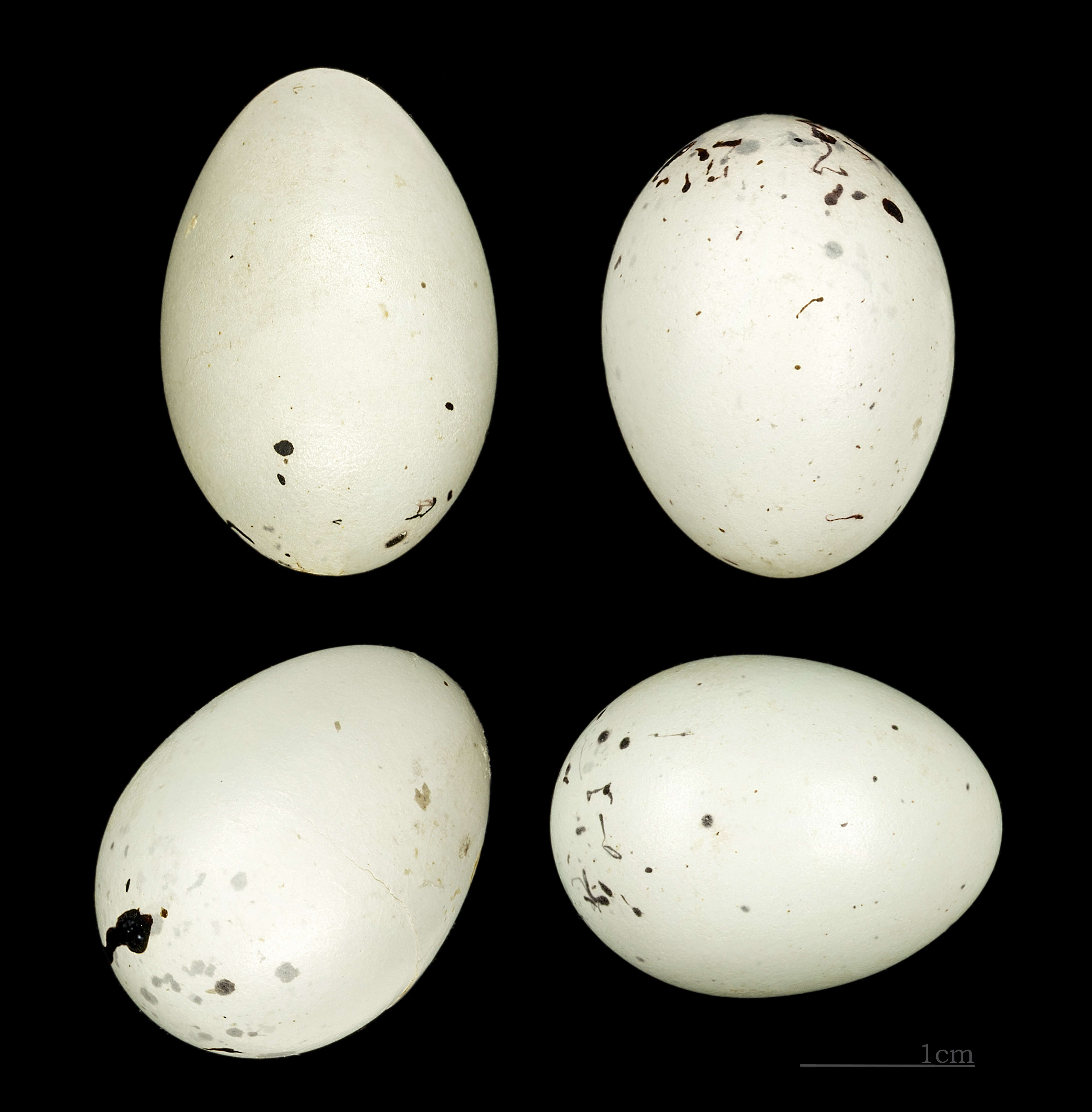
Eophona migratoria

黑尾蜡嘴雀繁殖于每年的5－6月间，营巢于接近人类活动的中等高度的树枝上，巢为深杯形，巢壁为平滑的圆形，巢的外层以毛发、嫩枝、软根等柔软材料纠结而成，内层则用蛛网、软泥、软草等材料精心密结而成；每巢产卵3－4枚，卵蓝色被斑点。
本物种数量巨大，因而未被列入保护动物目录，但由于受中医的荒谬理论而受到非法鸟类贸易和捕猎的威胁。

## 黑尾蜡嘴雀与非法鸟类贸易
黑尾蜡嘴雀是中国传统笼养鸟种。无论雄雌他们的形象都憨态可鞠非常惹人喜爱，更为重要的是，本物种经过训练能够完成很多杂耍项目，如抽签、算卦、打水、打弹等花样，其中尤以打弹最为流行，所谓打弹就是由驯养人用一根钢管将直径约一厘米的钢珠吹向高空，由训练有素的小鸟飞翔空中，用嘴凌空接住钢珠，经过特别训练的黑尾蜡嘴雀可以做到打双弹即同时接住两枚钢珠。进行打弹表演的鸟要经历严酷的训练，而且常年保持饥饿的状态，因为打弹的过程要将鸟完全自由地撒向空中，而训鸟人担心小鸟逃逸，顾讲究保持他们的饥饿状态以防止逃脱。在中国北方进行类似表演的鸟种除了黑尾蜡嘴雀之外还有黑头蜡嘴雀、锡嘴雀、太平鸟、小太平鸟、白翅交嘴雀等鸟类。由于这些涉及的鸟种均未能实现人工饲养条件下的繁殖，因而这种非法鸟类贸易和驯养对相应物种的野外种群造成了相当大的破坏。